# Colonel X
Colonel X est une série de bande dessinée française créée par le scénariste Marijac et le dessinateur Raymond Poïvet. Publiée dans l'hebdomadaire Coq hardi d'octobre 1947 à juin 1954, elle a également eu pour dessinateurs Christian Mathelot, Noël Gloesner et Kline. Elle est depuis régulièrement rééditée.
Cette série d'aventures sur fond d'espionnage durant la Seconde Guerre mondiale met en scène le « colonel X » un officier de renseignement des Forces françaises libres qui parcourt le monde pour défendre la cause qui l'anime.

## Publications

### Périodiques
- Colonel X, scénario de Marijac, dans Coq hardi[2] :

1. Colonel X, dessin de Raymond Poïvet, no 81 à 156, 1947-1949.
2. Colonel X, dessin de Christian Mathelot, no 175 (1re série) à 11 (2e série), 1949-1951.
3. Colonel X en Extrême-Orient, dessin de Noël Gloesner, no 71 à 111, 1952-1953[3].
4. Colonel X en Malaisie, dessin de Noël Gloesner, no 114 à 145, 1953.
5. Colonel X au Tibet, dessin de Kline, no 147 à 187, 1953-1954.